# Soul Food (Film)
Soul Food ist ein US-amerikanisches Drama über eine afroamerikanische Familie von Regisseur George Tillman, Jr. aus dem Jahr 1997. Die Hauptrollen spielen Vanessa L. Williams, Vivica A. Fox und Nia Long. Der Film erzählt die Geschichte der Familie aus der Sicht des Jugendlichen Ahmad, der versucht, die Familientradition des „Soul Foods“ nach dem Tod seiner Großmutter trotz des Familienzwistes wieder aufleben zu lassen.

## Handlung
Das sonntägliche Essen, „Soul Food“, ist eine lange 40-jährige Tradition in der Familie des Jugendlichen Ahmad, dessen Großmutter wenigstens am Tisch für eine gewisse Harmonie in der Familie sorgt. Ahmads Mutter Maxine trägt sonst ihre Zwistigkeiten mit Ahmads Tanten Teri und Bird aus. Die Krankheit und der Tod seiner Großmutter lässt die lang schwelenden Konflikte zwischen den Schwestern zu einem starken Streit eskalieren, der die Familie zu zerbrechen droht. Ahmad besinnt sich auf die Soul-Food-Tradition seiner Großmutter und schafft es schließlich die Familie wieder mit Liebe und Lachen am Tisch zu versöhnen.

## Auszeichnungen
Black Film Award 1998
- Bester Film
- Beste Hauptdarstellerin für Vivica A. Fox

Grammy Award 1998
- Best Song Written Specifically for a Motion Picture or for Television für Kenneth Edmonds

Image Award 1998
- Bester Film
- Beste Hauptdarstellerin für Vanessa L. Williams
- Beste Nebendarstellerin für Irma P. Hall